# Ђавоље стопало
„Ђавоље стопало” (енгл. The Adventure of the Devil's Foot) је једна од 56 приповедака о Шерлоку Холмсу које је написао Артур Конан Дојл. Једна је од осам прича у циклусу сакупљеном као Његов последњи подвиг (1917).
Дојл је ову приповетку сврстао на девето место своје листе дванаест омиљених прича о Холмсу.

## Радња
Шерлок Холмс и доктор Вотсон једног пролећа бораве у Полдхуу у Корнволу због Холмсвог здравља, али се њихов одмор завршава бизарним догађајем. Мортимер Трегенис, локални џентлмен, и господин Раундхеј, локални викар, долазе код Холмса да пријаве да су Трегенисова два брата полудела, а да је његова сестра умрла. Трегенис је отишао да их посети у њиховом селу, играо је вист са њима, а затим отишао. Када се ујутро вратио, затекао их је како још седе на својим местима за столом, браћу Џорџа и Овена како се смеју и певају, а сестру Бренду мртву. Домаћица их је открила у оваквом стању и онесвестила се. Викар још није био код њих. Трегенис каже да се сећа да је један брат гледао кроз прозор, а онда се и сам окренуо да види нечији „покрет” напољу. Он изјављује да је овај страшни догађај дело ђавола. Мортимер Трегенис је својевремено био отуђен од своје браће и сестре због поделе прихода од продаје породичног предузећа, али он инсистира да је све опроштено, иако и даље живи одвојено од њих. Позвани лекар је оценио да је сестра била мртва шест сати. Он се такође срушио у столицу на неко време по доласку.
Холмс одлази до дотичне куће и, очигледно неопрезно, удари посуду за воду, натапајући свима ноге. Домаћица каже Холмсу да ноћу ништа није чула и да је породица у последње време била посебно срећна и успешна. Холмс посматра остатке ватре у камину. Трегенис објашњава да је била хладна, влажна ноћ.
Након тога, Холмс излаже случај Вотсону на следећи начин:
- Сасвим очигледно, нема смисла приписивати трагедију ђаволу; дакле, оно што се догодило може бити само дело човека;
- Шта год да се догодило тим људима догодило се одмах након што је Трегенис отишао, јер се нису померили и све је било на истом месту;
- Мортимер Трегенис се брзо вратио у викаријат у коме живи (узорак отиска стопала је добијен након „незгоде” са посудом за воду);
- Једини предлог објашњења — „покрет” — долази од Мортимера Трегениса;
- С обзиром на временске прилике, свако ко би се појавио на прозору и урадио нешто довољно ужасно да некога моментално убије морао би да дође право до прозора и тако прегази цвећњак, који је још увек нетакнут;
- Шта је, забога, ова особа на прозору могла да уради да изазове такав ужас?

Чини се да ништа од овога није елементарни случај, али ускоро се постављају нова питања.
Др Леон Стерндејл, познати ловац и истраживач, прекида своју пловидбу из Плимута након што га је викар обавестио (пошто су Трегениси и Стерндејл рођаци) о трагичним вестима. Он пита Холмса које су његове сумње, и незадовољан је када Холмс не жели да их изрази. Након што Стерндејл оде, Холмс га дискретно прати.
Јутро након што се Холмс вратио у своју собу, очигледно не сазнавши ништа пратећи Стерндејла, викар стиже у паници са вестима да је Мортимер Трегенис сада умро на исти начин као и његова сестра. Њих двојица, заједно са Вотсоном, јуре у Мортимерову собу и налазе је прљавом и загушљивом, иако је прозор отворен. На столу поред мртваца гори лампа. Холмс јури около, испитује многе ствари. Прозор на спрату делује посебно занимљиво. Такође саструже мало пепела из лампе, и стави га у коверту.
Холмс закључује како су жртве умрле или полуделе и зашто су се људи који су били присутни када су њихове собе први пут отворене онесвестили или се осећали лоше у сваком случају. Он тестира своју хипотезу тако што купује лампу попут оне у Трегенисовој соби, пали је и ставља део сакупљеног „пепела” на штитник од дима. Дим овог праха је толико моћан отров да је Холмс одмах оборен. Вотсон је у стању да се одупре и извлачи Холмса из собе на време.
Холмсу је јасно да је Мортимер Трегенис отровао своју браћу и сестру, али ко је убио Мортимера?
То је др Стерндејл, који је оставио јасне доказе у викаријату. Холмс се суочава са Стерндејлом, који објашњава да је волео Бренду годинама (али није могао да је ожени због брачних закона који су га спречавали да се разведе од своје жене иако га је она напустила пре много година) и убио Мортимера из освете за окрутно убиство .
Отров се зове Radix pedis diaboli („Корен ђавољег стопала” на латинском), који је Стерндејл сакупио из Африке као куриозитет. Токсични садржаји корена биљке испаравају се топлотом и дифундују у локалну атмосферу. Једном је објаснио Мортимеру шта је то и за шта је способно, а Мортимер је касније украо неколико примерака како би убио своју браћу и сестру, бацивши их у ватру непосредно пре него што је отишао. Мортимер је мислио да ће Стерндејл бити на мору пре него што вести стигну до Плимута, али Стерндејл је препознао дејство отрова из викаровог описа трагедије и одмах закључио шта се догодило.
Холмс на крају саосећа са Стерндејлом, и говори му да може слободно да се врати свом послу у Африци.

## Историја објављивања
Приповетка је објављена у британском часопису The Strand Magazine у децембру 1910, док је у америчкој верзији овог часописа издата у јануару и фебруару 1911. године. Прича је објављена са седам илустрација Гилберта Холидаја у британском издању, као и са осам илустрација у америчком издању. За објављивање приче у два дела била је потребна додатна илустрација. Приповетка је укључена у збирку кратких прича Његов последњи наклон, која је објављена у Уједињеном Краљевству и САД у октобру 1917. године.

## Адаптације

### Филм и телевизија
Приповетка је послужила као основа за кратки неми филм из 1921. у којем су глумили Еје Норвуд као Шерлок Холмс и Хјуберт Вилис као др Вотсон.
Прича је адаптирана као епизода телевизијске серије Шерлок Холмс из 1965. са Дагласом Вилмером у главној улози, док су у осталим улогама били Најџел Сток као др Вотсон и Патрик Траутон као Мортимер Трегенис.
Прича је 1988. адаптирана као епизода серије Авантуре Шерлока Холмса са Џеремијем Бретом у улози Холмса и Едвардом Хардвиком као Вотсоном.
Прва епизода серије Госпођица Шерлок садржи сварљиву пилулу-бомбу под називом „Ђавоље стопало”.

### Радио
Причу је драматизовала Едит Мејзер као епизоду америчке радио-серије Авантуре Шерлока Холмса. Епизода је емитована 8. октобра 1931, са Ричардом Гордоном у улози Шерлока Холмса и Лијем Ловелом као др Вотсоном. Остале епизоде адаптиране из приче емитоване су 17. фебруара 1935. (са Луисом Хектором као Холмсом и Ловелом као Вотсоном) и 30. маја 1936. (са Гордоном као Холмсом и Харијем Вестом као Вотсоном).
Мејзерова је такође адаптирала причу као епизоду америчке радио-серије Нове авантуре Шерлока Холмса која је емитована 30. октобра 1939. године. Остале драматизације приче емитоване су 21. маја 1943. и 10. јула 1944. године. У све три продукције глумили су Бејзил Ратбон као Холмс и Најџел Брус као Вотсон. У адаптацији која је емитована 13. јануара 1947. Том Конвеј је играо Холмса са Брусом као Вотсоном. Макс Ерлих је адаптирао причу као епизоду која је емитована 31. јануара 1949. (са Џоном Стенлијем као Холмсом и Венделом Холмсом као Вотсоном).
Приповетку је за BBC Light програм 1962. адаптирао Мајкл Хардвик, као део радио серије из 1952–1969. у којој су глумили Карлтон Хобс као Холмс и Норман Шели као Вотсон.
Прича је драматизована за BBC Radio 4 током 1994. године од стране Берта Кулса као део радио-серије из 1989–1998. у којој су глумили Клајв Мерисон као Холмс и Мајкл Вилијамс као Вотсон, укључујући Патрика Алена као Леона Стерндејла, Џефрија Биверса као велечасног Раундхеја и Шона Арнолда у улози Мортимера Трегениса.
Године 2014, прича је адаптирана за радио као епизода Класичних авантура Шерлока Холмса, серије у америчкој радио-емисији Imagination Theatre, са Џоном Патриком Лоуријем као Холмсом и Лоренсом Албертом као Вотсоном.